# Дрімлюга траурний
Дрімлюга траурний (Nyctipolus nigrescens) — вид дрімлюгоподібних птахів родини дрімлюгових (Caprimulgidae). Мешкає в Амазонії і на Гвіанському нагір'ї.

## Опис
Довжина птаха становить 19,5-21,5 см, вага 32-40 г. Верхня частина тіла чорнувато-бура, поцяткована охристими, сіруватими і коричневими плямками. Хвіст темно-коричневий, поцяткований нечіткими світлими смужками і плямками, у самців на кінці він білий. Нижня частина тіла темно-коричнева, плямиста, живіт і боки охристі, поцятковані темними смугами. У самців на горлі з бків білі плями, на крилах помітні білі плями.

## Поширення і екологія
Траурні дрімлюги мешкають на схід від Анд в Перу, Еквадорі та південній Колумбії, а також від східної Колумбії через південну Венесуелу і Гвіану до північної і північно-східної Бразилії. Вони живуть у вологих рівнинних тропічних лісах, часто зустрічаються серед скель та на піщаних і галькових пляжах поблизу річок. В Бразилії зустрічаються на висоті до 900 м над рівнем моря, в Колумбії на висоті до 800 м на рівнем моря, в Еквадорі на висоті до 1200 м над рівнем моря, у Венесуелі на висоті до 1100 м над рівнем моря. Ведуть присмерковий і нічний спосіб життя. Живляться комахами, яких ловлять в польоті, над кронами дерев. Сезон розмноження триває з серпня по листопад. Відкладають яйця в заглибину в землі або скелі. В кладці 1 яйце.